# Scotch Cup 1965
Scotch Cup 1965 var den syvende udgave af curlingturneringen Scotch Cup og blev afviklet i arenaen Perth Ice Rink i byen Perth, Skotland. Turneringen blev for første gang vundet af USA, som besejrede Canada med 9-6 i finalen. Det var første gang, at Canada ikke vandt turneringen.
I dag betragter World Curling Federation Scotch Cup 1965 som det syvende VM i curling for mænd.

## Resultater

### Grundspil
De seks deltagende hold spillede en enkeltturnering alle-mod-alle. De fire bedste hold gik videre til semifinalerne.
| Runde | Kampe             | Kampe | Kampe              | Kampe | Kampe              | Kampe |
| ----- | ----------------- | ----- | ------------------ | ----- | ------------------ | ----- |
| 1     | Canada - Sverige  | 8-6   | Skotland - USA     | 11-5  | Schweiz - Norge    | 11-8  |
| 2     | USA - Canada      | 9-8   | Skotland - Norge   | 12-8  | Sverige - Schweiz  | 10-9  |
| 3     | Canada - Norge    | 11-7  | Skotland - Schweiz | 29-8  | USA - Sverige      | 9-7   |
| 4     | Canada - Schweiz  | 19-3  | USA - Norge        | 22-5  | Sverige - Skotland | 10-9  |
| 5     | Canada - Skotland | 9-7   | USA - Schweiz      | 22-3  | Sverige - Norge    | 8-7   |

| Plac. | Hold     | Vundne | Tabte |
| ----- | -------- | ------ | ----- |
| 1.    | USA      | 4      | 1     |
| 2.    | Canada   | 4      | 1     |
| 3.    | Sverige  | 3      | 2     |
| 4.    | Skotland | 3      | 2     |
| 5.    | Schweiz  | 1      | 4     |
| 6.    | Norge    | 0      | 5     |

### Slutspil
| Runde       | Kamp              | Res. |
| ----------- | ----------------- | ---- |
| Semifinaler | Canada - Skotland | 8-4  |
| Semifinaler | USA - Sverige     | 14-5 |
| Finale      | USA - Canada      | 9-6  |

### Samlet rangering
| Plac. | Hold     | 4                  | 3                 | 2               | 1              |
| ----- | -------- | ------------------ | ----------------- | --------------- | -------------- |
| Guld  | USA      | Raymond Somerville | Bill Strum        | Al Gagne        | Tom Wright     |
| Sølv  | Canada   | Terry Braunstein   | Don Duguid        | Gordon McTavish | Ray Turnbull   |
| 3.    | Sverige  | Tore Rydman        | Gunnar Kullendorf | Sigurd Rydén    | Börje Holmgren |
| 4.    | Skotland | Chuck Hay          | John Bryden       | Alan Glen       | David Howie    |
| 5.    | Schweiz  | Theo Welschen      | Hermann Truffer   | Karl Bayard     | Alfonse Biner  |
| 6.    | Norge    | Ulf Engh           | Arne Ramstad      | Rolf Carlem     | Perfinn Hansen |